# Kristin Chenoweth
Kristin Dawn Chenoweth  (født 24. juli 1968 i Broken Arrow i Oklahoma) er en amerikansk sanger og skuespiller. Hun blev født Kristi Dawn Chenoweth, men senere tilføjede hun et N i slutningen af sit fornavn. Kristin blev adopteret af Jerry og Junie Chenoweth kort efter sin fødsel.

## Udvalgt filmografi

### Film
- Bewitched (2005) - Maria Kelly
- RV (2006) - Mary Jo Gornicke
- Deck the Halls (2006) - Tia Hall

### Tv-serier
- Ugly Betty (2007) - Diane
- Glee (2009–11, 2014) - April Rhodes
- Good Christian Bitches (2012) - Carlene Cockburn